# 涙。
『涙。』（なみだ。）は、安野希世乃のミニアルバム。2017年7月26日にFlyingDogから発売された。

## 概要
安野希世乃のソロデビューアルバム。初回生産限定盤（CD+DVD）と通常盤の2形態で発売。
TVアニメ『マクロスΔ』の劇中で、安野が所属する音楽ユニット「ワルキューレ」の楽曲の作詞作曲、編曲などを手がけていたことで所縁のある鈴木Daichi秀行や、六ツ見純代、h-wonder、西直紀、北川勝利などが作家陣として参加している。
ボーナストラックとして『戸惑いトレイン』を収録。初回限定盤には映像特典として「ちいさなひとつぶ」のミュージック・ビデオを収録。更に特典として「『涙』を拭くため」の特製ハンカチも封入されている。

## 収録曲
1. I remember [4:25]
作詞：h-wonder・古屋 真、作曲・編曲：h-wonder
2. さよならソレイユ [5:55]
作詞：六ツ見純代、作曲：松本良喜、編曲：鈴木Daichi秀行
3. ちいさなひとつぶ [5:19]
作詞：西直紀、作曲：さかいゆう、編曲：河野伸
  - テレビアニメ『異世界食堂』エンディングテーマ
4. 悲劇なんて大キライ  [3:50]
作詞・作曲・編曲：堂島孝平
5. 涙。 [5:38]
作詞：小池龍也、作曲・編曲：田熊知存
6. ねぇ、話をしよう  [4:47]
作詞：安野希世乃、作曲：北川勝利、編曲：北川勝利・acane_madder
7. 戸惑いトレイン
作詞：児玉雨子、作曲・編曲：板倉孝徳
  - OVA『エスカクロン』第2話挿入歌

### 初回限定版特典
- 「涙。」 Music Video
- 『「涙」』を拭くための特製ハンカチ